# Maigret et l'Indicateur
Maigret et l'Indicateur est un roman policier de Georges Simenon publié en 1971. Il fait partie de la série des Maigret. Son écriture s'est déroulée entre les 5 et 11 juin 1971 à Epalinges (canton de Vaud), Suisse.
Le récit se déroule à Paris (quartiers de Pigalle, de Montmartre et des Halles) ainsi qu'à Bandol, dans les années 1970 (l’enquête dure quatre jours et se déroule à la fin du mois de mai).

## Résumé
- Mise en place de l’intrigue

Maurice Marcia est trouvé assassiné avenue Junot, où son corps a manifestement été transporté. Maigret apprend que Marcia a quitté son restaurant réputé, qu'il fréquente à l'occasion, après avoir reçu un coup de téléphone. L'inspecteur Louis est averti par un indicateur anonyme que le meurtre a été commis par un des frères Mori.
Ces individus sont soupçonnés de faire partie du « gang des châteaux », bande de cambrioleurs qui pillent de grosses propriétés inoccupées contenant des mobiliers de luxe et des tableaux de collection, mais on n'a jamais rien pu prouver contre eux.
Maigret les fait surveiller, puis interroge l'épouse de Marcia, Line, qui dit ne rien savoir, mais dont le commissaire se doute qu'elle ment.
- Enquête policière

L'indicateur anonyme se manifeste à nouveau et demande à Maigret d'arrêter l'aîné des Mori qui est, dit-il, l'assassin ; il ajoute que cette arrestation est pour lui une question de vie ou de mort ; en attendant, il est obligé de se cacher. Maigret interroge les Mori et apprend que Line est la maîtresse de Manuel depuis trois ans. Marcia était-il donc un mari complaisant, comme le prétendent les deux amants ? Pour le savoir, il faut attendre d'avoir retrouvé l'indicateur qui vient d'être identifié : il s'agit d'un ancien chasseur de cabaret devenu vaguement souteneur, surnommé la Puce en raison de sa petite taille.
- Dénouement et révélations finales

Découvert terrorisé dans une maison de Montmartre, la Puce raconte qu'il a vu, la nuit du crime, Marcia pénétrer dans l'immeuble de Manuel Mori. Line en est sortie peu après. Ensuite est arrivé Jo Mori en voiture, puis Manuel et Jo sont sortis, portant « un lourd ballot qu'ils ont hissé dans la voiture... » Maigret arrête les Mori et Line ; les nerfs de celle-ci craquent et elle accuse son amant d'avoir tué Marcia pour diriger le « gang des châteaux » dont son mari était le chef ; Manuel prétend au contraire que Line a eu l'idée du meurtre parce qu'elle n'appréciait plus ce mari trop âgé ; c'est d'ailleurs elle, déclare-t-il, qui a tué Marcia. La Puce avoue enfin que Manuel l'avait payé pour téléphoner à Marcia la nuit de l'assassinat et l'attirer ainsi dans un piège, mais cette révélation n'établit pas non plus la vérité, puisque Line a pu ourdir cette machination…
À la cour d'assises, Line et Manuel sont condamnés à vingt ans d'emprisonnement et Jo, complice, à cinq ans. Quant à la Puce, il continue à rendre des services à la police : d'après Maigret, sans doute pour se venger de sa petite taille et de son visage clownesque qui ne le font pas prendre au sérieux dans le Milieu.

## Aspects particuliers du roman
Ce roman est en quelque sorte un échec relatif de Maigret, puisqu’il n’arrive pas à savoir qui, de Manuel ou de Line, a tué, ni qui a eu l’idée du meurtre. De plus, si Maigret dirige l’enquête, l’inspecteur Louis et l'indicateur jouent un rôle important dans la progression de l’affaire.
La Puce vit avec une prostituée dans un hôtel de Pigalle : Maigret montre une certaine sympathie pour cette femme jeune et plaisante.
Maigret se déplace à Bandol où a lieu l'enterrement de Marcia. Il y voit un rassemblement de gangsters venus à l'occasion.
Le roman dresse le tableau d'un inspecteur du IXe arrondissement qui aide beaucoup Maigret par sa connaissance de Pigalle mais qui est trop enfermé dans des routines pour pouvoir rejoindre l'équipe de Maigret, quai des Orfèvres.

## Personnages
- La victime
  - * Maurice Marcia : restaurateur, chef  du « gang des châteaux », 62 ans.

- Les suspects
  - Justin Crotton, dit « la Puce » : ancien chasseur de cabaret, plus ou moins souteneur ; à l’occasion, indicateur ; célibataire ; 45 ou 46 ans.
  - Line Marcia, née Polin : épouse de Maurice, ancienne danseuse et entraîneuse, environ 30 ans.
  - Manuel Mori : amant de Line, importateur de fruits et légumes, truand, 32 ans.
  - Joseph Mori, dit « Jo » : frère de Manuel, importateur de fruits et légumes, truand, 29 ans.
  - Louis, dit « le Veuf » : inspecteur de police du 9e arrondissement, environ 45 ans.
  - Blanche Pigoud : maîtresse de la Puce, entraîneuse, environ 25 ans.

## Éditions
- Édition originale : Presses de la Cité, 1971
- Livre de Poche, n° 14210, 1997  (ISBN 978-2-253-14210-2)
- Tout Simenon, tome 15, Omnibus, 2003  (ISBN 978-2-258-06056-2)
- Tout Maigret, tome 9, Omnibus, 2019  (ISBN 978-2-258-15050-8)

## Adaptation
- Maigret et l'indicateur, téléfilm français d'Yves Allégret avec Jean Richard, diffusé en 1979.

## Sources bibliographiques
- Maurice Piron, Michel Lemoine, L'Univers de Simenon, guide des romans et nouvelles (1931-1972) de Georges Simenon, Presses de la Cité, 1983, p. 402-403  (ISBN 978-2-258-01152-6)